# Efialtes av Trakis
Efialtes, grekiska Εφιάλτης, var en grek som 480 f.Kr. förrådde den grekiska armén vid Thermopyle och visade perserna en möjlighet att anfalla grekerna i ryggen.
Efialtes var son till Eurydemus av Malis. Herodotos berättar att Efialtes (han skriver Epialtes), blev kallad till den persiske kungen Xerxes I, och i förhoppning om att bli belönad avslöjade han en hemlig väg över berget till Thermopyle. Herodotos menar att det var detta som var grekernas fall, men säger att det också fanns andra som pekats ut som de skyldiga. Säkert är dock, menar Herodotos, att Efialtes ledde perserna genom passet över bergsryggen av Anopaia till staden Alpenos.
Efialtes anlände med sin här under slaget vid Thermopyle, just när Leonidas I stupat, och hans ankomst ledde till att grekerna drog sig tillbaka till ett pass där perserna väntade med pilbågar, och dödade allesammans. Efialtes, fortsätter Herodotos, flydde efter bedriften till Tessalien och ett pris sattes på hans huvud. Han dödades i Antikyra 479 f.Kr. av trakern Atenades, dock inte för sitt landsförräderi.